# Just Dance Wii 2 (Japón)
Just Dance Wii 2 es el nombre de la 2.ª edición japonesa de la serie de juegos de video Just Dance para Wii y es un videojuego musical desarrollado por Ubisoft. Fue anunciado por Satoru Iwata en una conferencia Nintendo Direct y lanzado en Wii el 26 de julio de 2012. Esta edición fue publicado y editado por Nintendo, pero desarrollado por Ubisoft París, con la lista de canciones populares con J-pop canciones para atender a la audiencia japonesa, con canciones occidentales más populares de Just Dance 3 canciones y dos del Just Dance: Greatest Hits. Esta versión se basa en Just Dance 3. Todas las características tales como "Just Sweat" y "Shuffle Non-Stop" están presentes, a excepción de la tienda en línea, también tiene la característica de canto corto y largo plazo y la capacidad de ordenar las canciones de original. AZ, física, técnica y la puntuación. Por extraño que parezca, el juego contiene diferentes idiomas que no sean solo japonés, algunos de ellos incluyen Español, Inglés y francés, idiomas solo se puede acceder con hacks.

## Jugabilidad
Al igual que sus predecesores, hasta cuatro jugadores pueden jugar a reflejar en la pantalla coreografía de danza de más de 35 canciones. Junto con "Solo" y "Duet" modo, Just Dance Wii 2 incluye un modo nuevo baile llamado "Dance Crew", que permite a 4 jugadores a bailar todos juntos cada uno con su coreografía propia y única. Otras características incluyen "Non-Stop Shuffle", "Shuffle Speed", "Just Sweat Mode".

## Lista De Canciones
El juego contiene 35 canciones.
| Canción                                         | Artista                                      | Dificultad | Esfuerzo | Modo       | Año  | Bailarín(nes) |
| ----------------------------------------------- | -------------------------------------------- | ---------- | -------- | ---------- | ---- | ------------- |
| Age Age Every Night (M)                         | DJ Ozma                                      | 1          | 2        | Solo       | 2006 | ♂             |
| Baby One More Time*/***                         | Britney Spears                               | 2          | 2        | Dance Crew | 1998 | ♀/♀/♀/♀       |
| Beautiful Liar*/***                             | Beyoncé and Shakira                          | 3          | 1        | Duet       | 2007 | ♀/♀           |
| Bo Peep Bo Peep                                 | T-ara                                        | 1          | 1        | Solo       | 2009 | ♀             |
| Body & Soul                                     | SPEED                                        | 2          | 3+       | Solo       | 1997 | ♀             |
| California Gurls***                             | Katy Perry featuring Snoop Dogg              | 2          | 2        | Solo       | 2010 | ♀             |
| Dynamite***                                     | Taio Cruz                                    | 1          | 2        | Dance Crew | 2010 | ♂/♀/♀/♂       |
| Girlfriend**                                    | Avril Lavigne                                | 2          | 3        | Duet       | 2006 | ♀/♀           |
| Go Go Summer!                                   | KARA                                         | 3          | 2        | Dance Crew | 2011 | ♀/♀/♀/♀       |
| Gonna Make You Sweat (Everybody Dance Now)*/*** | C+C Music Factory featuring Freedom Williams | 2          | 3+       | Solo       | 1990 | ♂             |
| I'm Your Man                                    | 2PM                                          | 3+         | 2        | Solo       | 2011 | ♂             |
| Independent Woman                               | AI                                           | 2          | 1        | Solo       | 2012 | ♀             |
| Jet Coaster Love                                | KARA                                         | 2          | 1        | Duet       | 2011 | ♀/♀           |
| Joyful                                          | Megumi Tatsumi                               | 2          | 3        | Solo       | 2009 | ♀             |
| Lollipop***                                     | MIKA                                         | 2          | 2        | Solo       | 2007 | ♀             |
| Lovers Again                                    | EXILE                                        | 3          | 1        | Solo       | 2009 | ♂             |
| Mamasita***                                     | Latino Sunset                                | 3          | 2        | Duet       | 2001 | ♀/♂           |
| Maru Maru Mori Mori!                            | Kaoru to Tomoki, Tamani Mook                 | 2          | 1        | Duet       | 2011 | ♀/♂           |
| Mickey Mouse March (Eurobeat)                   | Cutie☆Mummy                                  | 1          | 3        | Solo       | 1955 | ♀             |
| Only Girl (In the World)***                     | Rihanna                                      | 2          | 2        | Solo       | 2010 | ♀             |
| Party Rock Anthem***                            | LMFAO featuring Lauren Bennett and GoonRock  | 3          | 2        | Solo       | 2011 | ♂             |
| PonPonPon                                       | Kyary Pamyu Pamyu                            | 2          | 1        | Solo       | 2011 | ♀             |
| POP STAR*                                       | Ken Hirai                                    | 2          | 1        | Duet       | 2005 | ♂/♀           |
| Promiscuous***                                  | Nelly Furtado featuring Timbaland            | 2          | 2        | Duet       | 2006 | ♀/♂           |
| Pump It***                                      | The Black Eyed Peas                          | 3          | 3+       | Solo       | 2005 | ♂             |
| Ride on Time                                    | MAX                                          | 2          | 2        | Solo       | 1998 | ♀             |
| Rising Sun                                      | EXILE                                        | 2          | 3        | Dance Crew | 2011 | ♂/♂/♂/♂       |
| Samishii Nettaigyo                              | Wink                                         | 1          | 1        | Duet       | 1989 | ♀/♀           |
| She's Got Me Dancing***                         | Tommy Sparks                                 | 3          | 2        | Solo       | 2009 | ♂             |
| Spectronizer***                                 | Sentai Express                               | 2          | 2        | Dance Crew | 2009 | ♀/♂/♂/♂       |
| Suirenka                                        | Shonan no Kaze                               | 1          | 3+       | Solo       | 2009 | ♂             |
| TiK ToK**                                       | Ke$ha                                        | 2          | 1        | Solo       | 2009 | ♀             |
| We Can Fly                                      | Happiness                                    | 3+         | 3+       | Solo       | 2012 | ♀             |
| We Can't Stop the Music                         | DA PUMP                                      | 2          | 1        | Solo       | 1999 | ♂             |
| Yeah! Meccha Holiday                            | Aya Matsuura                                 | 2          | 2        | Solo       | 2005 | ♀             |

- Un "*" indica que la canción es un cover, no la original.
- Un "**" indica que el juego original de la canción es Just Dance 2.
- Un "***" indica que el juego original de la canción es Just Dance 3.
- M = Night está mal escrito como Knight

Nota: En este juego, algunas canciones que tienen 3 + en la dificultad y / o el esfuerzo significa que superan la dificultad normal 3 / esfuerzo dificultad sabio y / o esfuerzo sabio.

## Modo Tutorial
El juego incluye un modo tutorial, donde se aprenden movimientos de danzas en el juego. Se utiliza el D-Pad para hacer una pausa, rebobinar y avanzar rápidamente por la canción seleccionada. Cuando se hace una pausa en la canción, una barra con puntos azules y rosadas, donde aparecen puntos rosados son coros y puntos azules son versos, los puntos son siempre en la misma posición sin importar en qué parte de la canción que es, el número de puntos difiere si la canción es difícil o fácil. El jugador (es) tampoco puede anotar ni establecer una puntuación alta, no obstante usted puede obtener puntos de sudor en "Just Sweat" Mode. La barra de la estrella también se trata en la palabra TUTORIAL. Es una de las pestañas junto con las canciones y listas de reproducción (tenga en cuenta que su ficha está etiquetado TUTORIAL lugar de Tutorial).

## Listas De Reproducción
Mientras que el juego tiene listas de reproducción como canciones de rock y canciones pop, ya que este juego no tiene canciones desbloqueables y la ficha regalos fue cambiado a "Tutorial", esta pestaña tiene todos los medleys y el modo Simón dice. El modo Simón dice ahora es una lista que contiene todas las canciones en modo solitario, de modo que todas las canciones son elegidas al azar y mezcladas en una sola canción.